# Lampona tulley
Lampona tulley är en spindelart som beskrevs av Norman I. Platnick 2000. Lampona tulley ingår i släktet Lampona och familjen Lamponidae.
Artens utbredningsområde är Queensland. Inga underarter finns listade i Catalogue of Life.